# Dmytro Kouleba
Ne doit pas être confondu avec Oleksiy Kouleba.
Dmytro Ivanovytch Kouleba (en ukrainien : Дмитро Іванович Кулеба), né le 19 avril 1981 à Soumy, est un chercheur, homme politique et diplomate ukrainien. Ministre des Affaires étrangères de 2020 à 2024, il est la personne la plus jeune nommée à cette fonction.
Il a précédemment travaillé comme vice-Premier ministre ukrainien pour l'intégration européenne et euro-atlantique, ainsi que comme représentant permanent de l'Ukraine auprès du Conseil de l'Europe entre 2016 et 2019.

## Biographie

### Jeunesse et premiers engagements
Dmytro Kouleba naît le 19 avril 1981 à Soumy, dans l'est de l'Ukraine. Il grandit dans cette région jusqu'à l'âge de 5 ans avant de vivre à Moscou jusqu'à l'effondrement de l'URSS en 1991. Sa famille rentre alors en Ukraine et son père rejoint le ministère des affaires étrangères. Il est diplômé de l'Institut des relations internationales de l'université nationale Taras-Chevtchenko de Kiev en 2003 et est titulaire d'un diplôme de candidat en sciences (équivalent d'un doctorat) en droit international.
Il sert dans le service diplomatique ukrainien et au ministère des Affaires étrangères à partir de 2003. En 2013, il abandonne la fonction publique en invoquant son désaccord avec l'ancien président ukrainien Viktor Ianoukovitch, et préside la Fondation UART pour la diplomatie culturelle.
Il prend une part active aux manifestations d'Euromaïdan en 2013-2014.

### Retour dans la diplomatie
Au plus fort des premières étapes de la guerre russo-ukrainienne, en 2014, Dmytro Kouleba décide de retourner au ministère des Affaires étrangères en tant qu'ambassadeur itinérant pour lancer des communications stratégiques. Il introduit les concepts de diplomatie numérique, de communications stratégiques, de diplomatie culturelle et de diplomatie publique dans les travaux du ministère. Durant cette période, il s'impose comme l'un des « communicants clés de la diplomatie ukrainienne ».

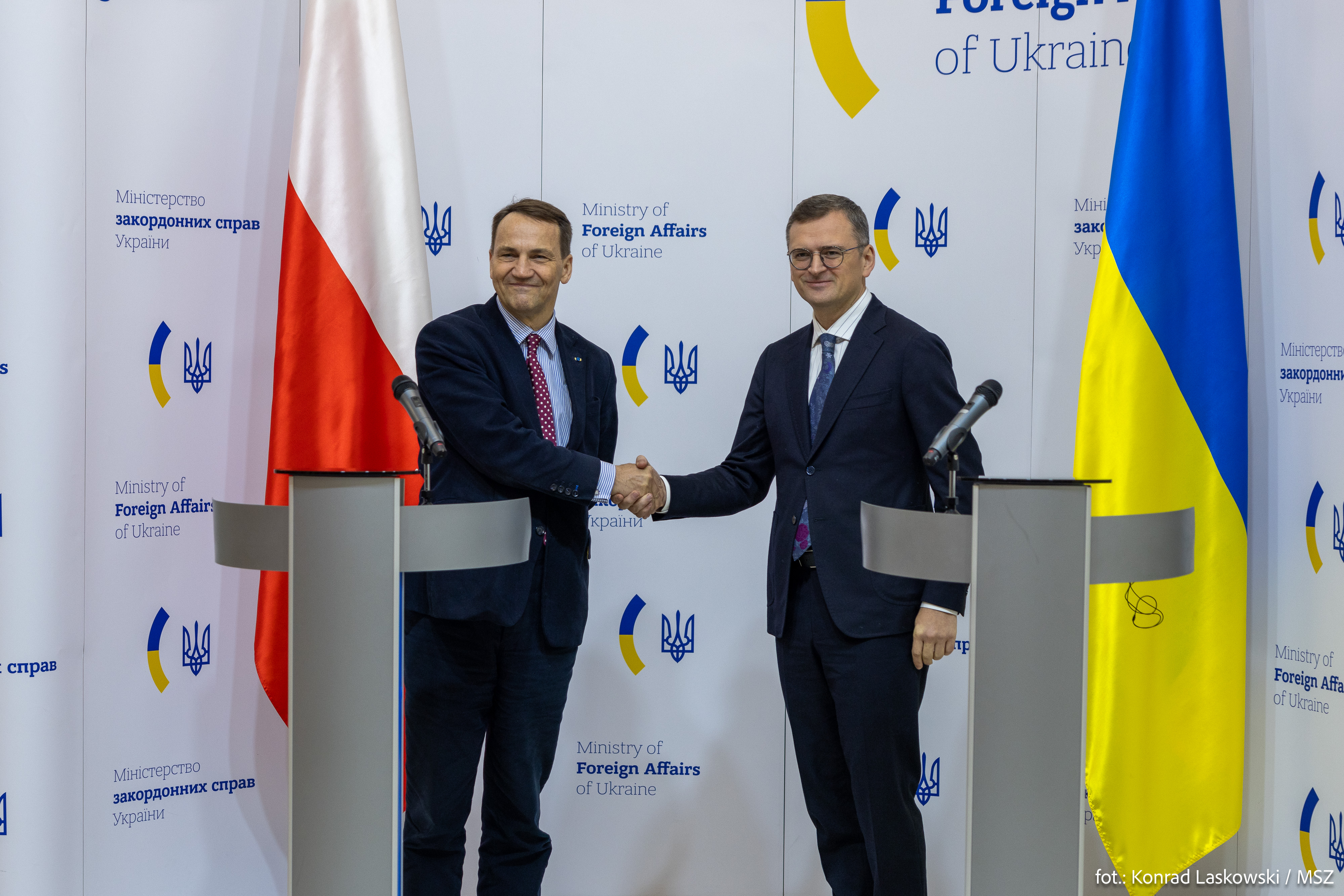
Les deux ministres des Affaires étrangères polonais et ukrainien, à droite.

En 2016, il est nommé représentant permanent de l'Ukraine auprès du Conseil de l'Europe par Petro Porochenko et s'engage dans une bataille diplomatique inédite avec les représentants russes. D'août 2019 à mars 2020, il est vice-Premier ministre chargé de l'intégration européenne et euro-atlantique de l'Ukraine.

### Ministre des Affaires étrangères
Il est nommé ministre des Affaires étrangères de l'Ukraine le 4 mars 2020, devenant le plus jeune titulaire de cette fonction dans l'histoire de l'Ukraine ; il est également le seul nommé par Volodymyr Zelensky à être issu de l'administration de l'ancien président Porochenko et se distingue par sa très bonne maîtrise de l'anglais. En occupant ce poste, Dmytro Kouleba devient également membre du Conseil de défense et de sécurité nationale d'Ukraine.
Lorsque débute l'invasion de l'Ukraine par la Russie, il est à Washington et rencontre le président des États-Unis, Joe Biden. Il incarne par la suite la voix de l'Ukraine à l'étranger et devient un « visage familier en Occident et ailleurs dans le monde », en relayant les demandes ukrainiennes d'aides militaire et humanitaire lors de ses voyages à l'étranger,. En mars 2022, il dénonce les viols commis par des soldats russes pendant l'invasion de l'Ukraine. Il est parfois critiqué pour ses propos régulièrement francs et directs, mais ses positions sont également saluées par certains alliés occidentaux de l'Ukraine ; Annalena Baerbock, ministre fédérale allemande des Affaires étrangères, fait l'éloge de leur travail commun.
Le 3 septembre 2024, Dmytro Kouleba démissionne de ses fonctions à la suite d'un remaniement ministériel ; sa démission est acceptée par la Rada quelques jours plus tard ; Le Monde écrit qu'il a été « « remercié » par Volodymyr Zelensky ». Andriy Sybiha lui succède. Selon Mykola Davydiouk, analyste ukrainien, sa démission aurait été provoquée par le président ukrainien, qui aurait pu être jaloux de la popularité du ministre. Dmytro Kouleba a également, à l'été 2024, fait des déclarations très commentées qui ont envenimé les relations entre la Pologne et l'Ukraine, ce qui aurait pu le pousser à partir. Enfin, certains évoquent l'influence élevée d'Andryi Yermak, dirigeant de l'Administration présidentielle d'Ukraine, dont Kouleba aurait été « sous la tutelle », jouissant d'une influence réduite. C'est ce dernier qui aurait poussé pour le faire remplacer par Sybiha, plus proche de lui, afin de « mener seul les discussions avec les États-Unis ».

### Activités postérieures
Le Monde révèle en janvier 2025 que Volodymyr Zelensky aurait proposé à Dmytro Kouleba, après son départ du ministère des Affaires étrangères, de devenir ambassadeur de l'Ukraine aux États-Unis, proposition que celui-ci aurait refusée.
Le 18 décembre 2024, Sciences Po Paris annonce son arrivée comme professeur invité pour le second semestre de l'année 2024-2025. Il doit enseigner un cours sur « la diplomatie en temps de guerre » à l'École des affaires internationales (PSIA), depuis l'Ukraine, mais également face aux étudiants de premier cycle du Collège universitaire. Le ministre se serait rapproché de Luis Vassy, directeur de Sciences Po Paris, lorsque celui-ci était directeur de cabinet de Stéphane Séjourné, ministre français des Affaires étrangères.
Il est également fellow de l'université Harvard pour laquelle il écrit des mémoires.

## Vie privée
La mère de Dmytro Kouleba se nomme Ievhenia Kouleba. Son père, Ivan Kouleba, est diplomate de carrière, ancien vice-ministre des Affaires étrangères de l'Ukraine (2003-2004), ainsi qu'ambassadeur d'Ukraine en Égypte (1997-2000), en République tchèque (2004-2009), au Kazakhstan (2008-2019) puis en Arménie (depuis 2019).
L'épouse de Dmytro Kouleba, Yevhenia, était numéro 1 sur la liste du parti pour le conseil municipal de Kiev du parti Serviteur du peuple lors des élections locales de 2020 à Kiev le 25 octobre 2020. Elle est adjointe au conseil municipal de Kiev, secrétaire du comité permanent du conseil municipal de Kiev sur la politique environnementale.

## Publications
- La guerre pour la réalité : comment gagner dans le monde des faux, des vérités et des communautés (2019), sur les techniques de communications modernes, l'éducation aux médias et la lutte contre la désinformation.

## Récompenses et distinctions
En décembre 2017, il est nommé meilleur ambassadeur ukrainien de l'année 2017 par l'Institute of World Policy.